# Frans Verbeeck (pintor)

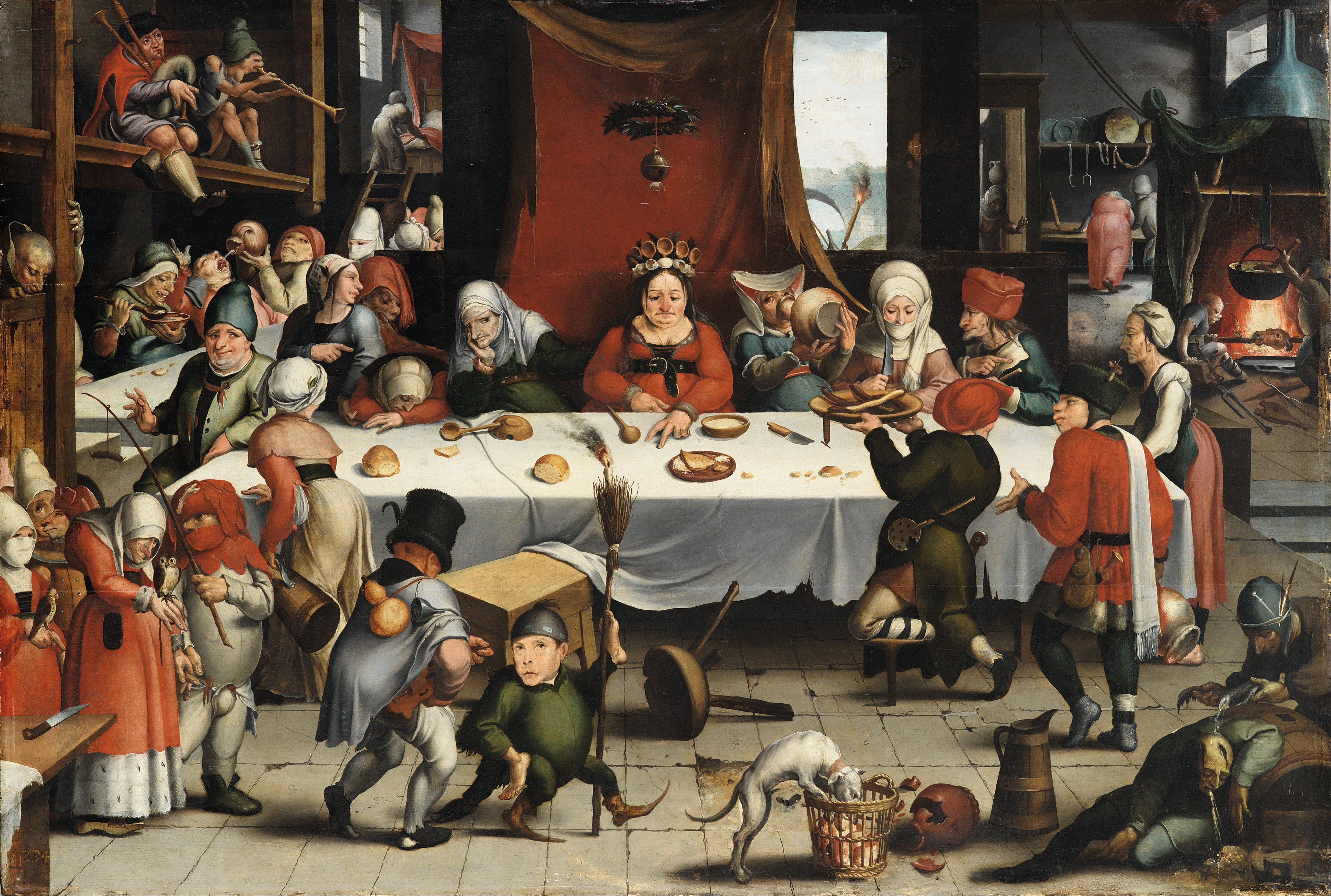
Festín burlesco, óleo sobre tabla, 98,5 x 147 cm, Bilbao, Museo de Bellas Artes de Bilbao. Atribuido a Verbeeck en RKD, rechazando una anterior atribución a Jan Mandijn.

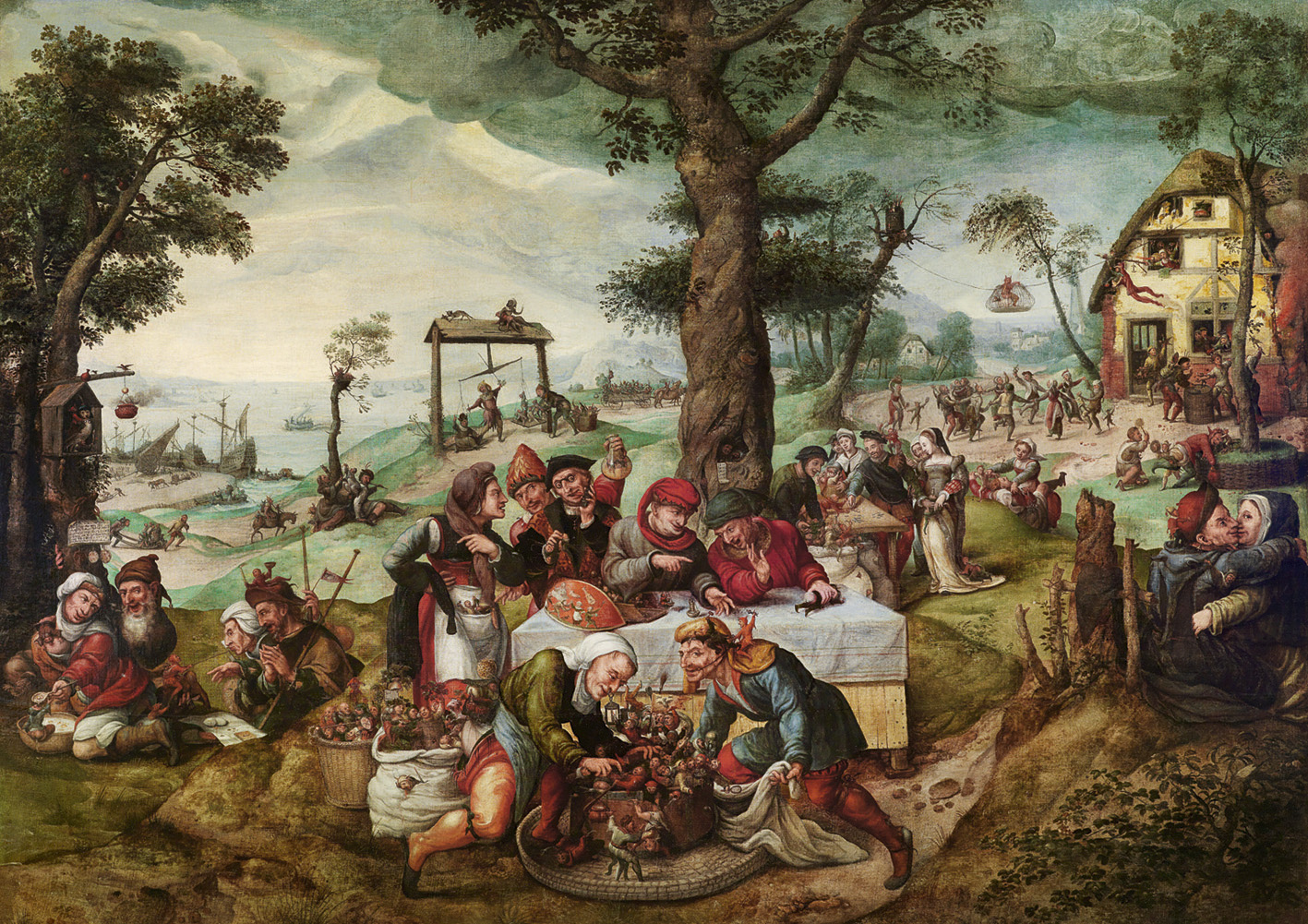
Burla de la locura humana o Comercio tonto, óleo sobre lienzo, 135 x 188 cm, subastado en el Dorotheum de Viena el 21 de octubre de 2014 por 3.035.000 euros.

Frans Verbeeck (fl. 1531-1570) fue un pintor pintor renacentista flamenco activo en Malinas, especializado en la pintura de género y los motivos fantásticos o ridículos y de carácter moralizante a la manera del Bosco y Pieter Bruegel el Viejo.  
Poco se sabe con entera seguridad de su vida, dificultad agravada por el hecho de que el apellido Verbeeck es muy común entre los artistas de Malinas, donde se registran hasta quince pintores con ese apellido.
Consta que en 1531 se registró en el gremio de San Lucas de Malinas, del que en 1563, 1564 y 1565 fue elegido decano. 
Como Pieter Huys y Jan Mandijn, a quienes se han atribuido indistintamente algunas de sus posibles obras, pintó escenas de género de carácter fantástico o grotesco para incitar a una reflexión de carácter moral a través de la sátira de las costumbres, de lo que puede servir de ejemplo la  Burla de la locura humana o Comercio tonto, óleo subastado por 3.035.000 euros en octubre de 2014 en el Dorotheum de Viena, donde ya se había subastado una versión algo menor en 2007.